# Kemoixur-Kuiük
Kemoixur-Kuiük (en rus: Чемошур-Куюк) és un poble d'Udmúrtia, a Rússia, el 2008 tenia 390 habitants. Pertany al raion d'Alnaixi.